# マミーゴ♪とワクワクしたい仲間たち
『マミーゴ♪とワクワクしたい仲間たち』（マミーゴとワクワクしたいなかまたち）は、2021年4月5日からCBCラジオで放送されているバラエティ番組。

## 概要
パーソナリティは、元中部日本放送（CBC）アナウンサーでフリーアナウンサーの大橋麻美子。番組名の「マミーゴ」は大橋の愛称にちなむ。
「ワクワクしたい」を番組のコンセプトとし、ヒト、モノ、ムーブメントを紹介する番組である。

## 放送時間
- 毎週月曜 18:00 - 19:00

## 出演者
パーソナリティ
- 大橋麻美子（フリーアナウンサー）

出演
- 石塚元章（CBC特別解説委員）
- オレンジ田中

2024年8月12日 〜 。8月5日は代演。

### 過去の出演者
- オレンジ（2021年4月 - 2022年5月）

メンバーである泉聡の不祥事により、2022年5月30日の放送が最後となる。オレンジ田中は上述のとおり2024年8月12日より出演。
- 太廊（2022年6月 - 2024年7月）

2024年8月2日に急逝。2024年7月29日が最後の出演となった。

## 主なコーナー
- 石塚さんが選ぶ今日のニュース解説
  - 石塚元章によるニュース解説。石塚が出演するテレビ番組「ゴゴスマ -GO GO!Smile!-」（CBCテレビ制作、TBS系列局放送）で放送された内容から引用することが多い。
- オレンジ田中くんのてつぶら!
- ワクワクインフォーマーシャル
  - 通販コーナー。
- 3分で分かる、ダンディ石塚のトレンド・レクチャー
  - 石塚によるトレンドトーク、AORセレクション。

## その他
- 石塚は18:56頃まで出演。大橋は18:58頃から、後番組「ラジ和尚・長谷雄蓮華のちょっと、かけこまナイト!」のパーソナリティである長谷雄蓮華、水谷ミミとのクロストークが行われる